# 欽ちゃんの仮装大賞の作品一覧 (51回-60回)
萩本欽一（欽ちゃん）が司会を務めた『欽ちゃんの仮装大賞』の第51回から第60回までの概要と作品の一覧。

## 第51回
欽ちゃんの第51回全日本仮装大賞
- 放送日 - 1997年5月24日（土）19:00 - 20:54 ※スーパースペシャル'97枠で放送
- 収録日 - 1997年5月4日（日）
- 会場 - 東京・後楽園ホール
- ナレーター（仮装） - 堀敏彦（ハンバーグ）
- 欽ちゃんの仮装 - 名探偵コナンの江戸川コナン※ただし、眼鏡はかけていない
- 審査員（太字は審査員長） - 仮装（テーマ「子供たちが大好きなもの」）
  - 中山秀征 - きかんしゃトーマスのトーマス
  - 久本雅美 - アニー
  - 大槻ケンヂ - ゲゲゲの鬼太郎
  - 城戸真亜子 - サクラ大戦の神宮寺さくら
  - 大島渚 - 忍たま乱太郎の猪名寺乱太郎
  - 藤田弓子 - となりのトトロのトトロ
  - 山本文郎 - アンパンマン
  - 柴田理恵 - ドラえもん
  - 関根勤 - 101匹わんちゃん
  - 山本晋也 - たまごっちのおやじっち ※審査は背広姿という異例の仮装

作品について
- 応募総数 - 5218組
- 出場 - 40組
- 合格 - 32組
- 満点 - 5組
- 合格率 - 80.00%
- 満点率 - 12.50%

- 合格点 - 20点満点中15点以上
- 最高点 - 20点
- 最低点 - 9点
- 平均点 - 16.28点

| No. | 作品                     |   | 点数 | 賞             | 備考                                       |
| --- | ------------------------ | - | ---- | -------------- | ------------------------------------------ |
| 1   | ボブスレー               | ○ | 18点 | 第3位          |                                            |
| 2   | 助けてー!                | ○ | 20点 |                |                                            |
| 3   | 蛇口                     | ○ | 17点 |                |                                            |
| 4   | 銀河鉄道999              | ○ | 17点 |                |                                            |
| 5   | コンパクト               | ○ | 15点 |                |                                            |
| 6   | 煙のある風景             | ○ | 16点 |                |                                            |
| 7   | 個人メドレー             |   | 12点 |                |                                            |
| 8   | 真夜中のメリーゴーランド |   | 12点 |                |                                            |
| 9   | パノラマ写真             | ○ | 17点 |                |                                            |
| 10  | フラフープ               | ○ | 18点 |                | 第71回32番「ハネムーン」の演者の作品       |
| 11  | 音が出ないトランペット   | ○ | 15点 |                | 14点から繰り上げ合格                       |
| 12  | ニコニコフェイス         | ○ | 16点 |                |                                            |
| 13  | 噴水                     | ○ | 16点 |                |                                            |
| 14  | クジャク                 | ○ | 17点 |                | 第69回30番「ドラム合戦」の演者の作品       |
| 15  | 鉄棒人形                 | ○ | 20点 | 準優勝         | 第58,85回優勝組                            |
| 16  | 絵の具で遊ぼう           | ○ | 16点 |                |                                            |
| 17  | かえるっち               | ○ | 17点 | アイデア賞     |                                            |
| 18  | レッツ・ロックン・ロール |   | 14点 |                | 出演:新井里美（声優、当時は一般人）        |
| 19  | トランプシャッフル       | ○ | 19点 | 優勝           |                                            |
| 20  | 竜巻                     |   | 09点 |                | 竜巻に扮し、街を破壊していく。第86回優勝組 |
| 21  | スカイダイビング         | ○ | 18点 |                |                                            |
| 22  | 妖怪手首男               | ○ | 15点 |                | 14点から繰り上げ合格                       |
| 23  | ルーズソックス           | ○ | 15点 |                | 13点から繰り上げ合格                       |
| 24  | 風が運ぶもの             | ○ | 18点 | 努力賞         |                                            |
| 25  | ジョーズ                 |   | 12点 |                | 出演:梶原比出樹                            |
| 26  | ハエ                     | ○ | 18点 |                |                                            |
| 27  | 線香花火                 |   | 14点 |                |                                            |
| 28  | 骨のダンス〜恐竜編〜     | ○ | 20点 | ファンタジー賞 | 第49回優勝組                               |
| 29  | 空手の名人               | ○ | 17点 |                |                                            |
| 30  | エンジン                 | ○ | 15点 |                |                                            |
| 31  | モノクロの世界           | ○ | 20点 | 技術賞         |                                            |
| 32  | サンセット               | ○ | 18点 |                |                                            |
| 33  | スキージャンプ           | ○ | 17点 |                |                                            |
| 34  | スキージャンプ           | ○ | 19点 |                |                                            |
| 35  | ろくろ                   | ○ | 19点 | 演技賞         |                                            |
| 36  | 恐怖のジャグジー         |   | 11点 |                |                                            |
| 37  | 鶴の恩返し               | ○ | 18点 |                | 第26回優勝組                               |
| 38  | マグマ                   |   | 11点 |                |                                            |
| 39  | アユの共釣り             | ○ | 15点 |                |                                            |
| 40  | 打ち上げ花火100連発      | ○ | 20点 | ユーモア賞     | 出演:梶原比出樹チーム                      |

優勝 - 19番 トランプシャッフル
二人の大学生がトランプシャッフルを残像と動きで再現。20点満点が出た中で19点が優勝を果たすのは第36回10番「バランスボール」以来5年ぶり。
準優勝 - 15番 鉄棒人形
V字開脚をしてつま先で吊った人形を回転させ、鉄棒人形の動きをリアルに表現。後に、第58,85回で優勝し、第91回で第51回と同じく準優勝し、第70回で第3位を獲得する。
第3位 - 1番 ボブスレー
テレビのボブスレー中継をリアルに表現。
技術賞 - 31番 モノクロの世界
息を吹きかけてガラスを曇らせて煙や湯気、花火を表現。
努力賞 - 24番 風が運ぶもの
風で巻き起こる様々な現象を手のひらで表現。
ファンタジー賞 - 28番 骨のダンス〜恐竜編〜
第49回23番・優勝「ガイコツのダンス」のリメイク。『BAD』をBGMに2体の恐竜が踊り出し、最後はバラバラになった恐竜が1体になる。
演技賞 - 35番 ろくろ
自分の太った体型で、ろくろの上の粘土を表現。
ユーモア賞 - 40番 打ち上げ花火100連発
「ドッカン!ドッカン!」の掛け声に合わせて、体全体で花火大会を展開。萩本や会場の人々を爆笑させた。
アイデア賞 - 17番 かえるっち
たまごっち型のゲームのかえるが最後に蛙ライダーに変身する。
- その他備考
  - 得点音が現在のものに改定。音階は4代目（第38-50回）とほぼ同じだが、得点音の余韻が短縮され規則的に上昇するようになる。
  - 審査員のWAHAHA本舗メンバーから柴田理恵が初登場。同じくWAHAHA本舗メンバーである久本とともに番組の常連審査員となるが、柴田と久本の共演となったのはこの回のみで、以降の回はほぼ交互に出演するようになる。
  - この回からトーク中に説明用の写真やテロップの挿入が行われる。
  - 18番『レッツ・ロックン・ロール』にて、当時一般の高校生だった声優の新井里美が出場。
  - 25番『ジョーズ』で出場した梶原比出樹は、トリの40番『打ち上げ花火100連発』の出場者のパートナーとしても出演。40番コンビは第52回27番『あん馬』で優勝する。

## 第52回
欽ちゃんの第52回全日本仮装大賞
- 放送日 - 1997年10月12日（日）19:00 - 20:54
- 収録日 - 1997年9月14日（日）
- 会場 - 東京・後楽園ホール
- ナレーター（仮装） - 堀敏彦（カチンコ）
- 欽ちゃんの仮装 - 映画監督
- 審査員（太字は審査員長） - 仮装（テーマ「映画のキャラクター」）
  - 清水圭 - ジャングル大帝レオ
  - 久本雅美 - マーズ・アタック!・火星の美女
  - 定岡正二 - トイ・ストーリーのウッディ
  - 城戸真亜子 - 新世紀エヴァンゲリオンの綾波レイ※第3新東京市立第一中学校の制服の衣装
  - 大島渚 - スター・ウォーズのオビ＝ワン・ケノービ
  - 藤田弓子 - 101のクルエラ
  - 高橋英樹 - バットマン
  - 雛形あきこ - もののけ姫のサン
  - 大仁田厚 - ヘラクレス
  - 山本晋也 - ロストワールドの探検家

作品について
- 応募総数 - 4926組
- 出場 - 42組
- 合格 - 32組
- 満点 - 5組
- 合格率 - 76.19%
- 満点率 - 11.90%

- 合格点 - 20点満点中15点以上
- 最高点 - 20点
- 最低点 - 10点
- 平均点 - 15.69点

| No. | 作品                                      |   | 点数 | 賞             | 備考 |
| --- | ----------------------------------------- | - | ---- | -------------- | --- |
| 1   | ダンゴムシ                                | ○ | 15点 |                | |
| 2   | 指ずもう                                  | ○ | 15点 |                | 第51回優勝組 |
| 3   | 滝の四季                                  | ○ | 17点 |                | |
| 4   | けん玉                                    | ○ | 16点 |                | |
| 5   | 入道雲                                    | ○ | 16点 |                | |
| 6   | 忍者の修業                                | ○ | 17点 |                | |
| 7   | デッドヒート                              | ○ | 16点 |                | 唇につけたカーレースの絵を左右に動かして、F1を表現 第71回32番「ハネムーン」の演者の作品                            |
| 8   | お風呂の水抜き                            | ○ | 20点 | 準優勝         | |
| 9   | めんこ                                    | ○ | 15点 |                | |
| 10  | 台風情報                                  | ○ | 16点 |                | |
| 11  | カエル                                    | ○ | 15点 |                | 13点から繰り上げ合格 第29,37回優勝組                                                                               |
| 12  | アンパンマン危機一髪                      | ○ | 15点 |                | |
| 13  | 少年時代                                  | ○ | 18点 | ファンタジー賞 | |
| 14  | 道路開発                                  | ○ | 16点 |                | バリカンで髪の毛を剃って、道路開発を再現                                                                           |
| 15  | 懐しい遊び                                | ○ | 18点 |                | |
| 16  | ジェットスキー                            |   | 13点 |                | 12点からトーク中に+1点                                                                                             |
| 17  | ストップウォッチ                          | ○ | 16点 |                | |
| 18  | 北海道に手を使わずに缶を開ける少女がいた! | ○ | 15点 |                | 12点から繰り上げ合格                                                                                               |
| 19  | 脱獄                                      | ○ | 19点 | ユーモア賞     | |
| 20  | 放送終了                                  | ○ | 20点 | 演技賞         | |
| 21  | 斬る!                                     | ○ | 20点 | 第3位          | |
| 22  | シャクトリムシ                            |   | 14点 |                | 第26回優勝組 |
| 23  | スイカ泥棒                                | ○ | 18点 | アイデア賞     | |
| 24  | アオムシ                                  | ○ | 15点 |                | |
| 25  | オフロード                                |   | 12点 |                | |
| 26  | わた菓子                                  | ○ | 15点 |                | 鉄棒の連続前回りで綿菓子作りを表現                                                                                 |
| 27  | あん馬                                    | ○ | 20点 | 優勝           | 出演:梶原比出樹チーム                                                                                              |
| 28  | 国旗                                      | ○ | 19点 | 努力賞         | |
| 29  | 北極探検                                  |   | 10点 |                | 地面の氷が割れて股180に避ける様子を表現したびっくり仮装 第86回優勝者が第51回20番「竜巻」(9点)に続き2大会連続不合格 |
| 30  | 一瞬の出来事                              |   | 12点 |                | |
| 31  | 遠雷                                      |   | 10点 |                | 髪の毛の分け目で稲妻を表現。第58,85回優勝組                                                                        |
| 32  | くちびるベスト10                          | ○ | 16点 |                | くちびるで色んなものを表現。72回準優勝『蒸気機関車』の演者の作品。                                                 |
| 33  | 削岩機                                    | ○ | 16点 |                | 腕を削岩機のドリルに見立て、空手の瓦割りで石を削る様を表現                                                         |
| 34  | こんな花火あったらいいな                  |   | 12点 |                | |
| 35  | 宇宙戦艦ヤマト                            |   | 10点 |                | |
| 36  | 砂山                                      | ○ | 15点 |                | 12点から繰り上げ合格                                                                                               |
| 37  | 影のいたずら                              |   | 12点 |                | |
| 38  | 信濃の四季                                | ○ | 16点 |                | 信濃の大自然の四季の移り変わりをスカイカメラから表現                                                               |
| 39  | 旅立ちの朝                                | ○ | 18点 |                | |
| 40  | 風力計                                    |   | 13点 |                | |
| 41  | キレた                                    | ○ | 18点 |                | |
| 42  | 大漁だ!                                   | ○ | 20点 | 技術賞         | |

優勝 - 27番 あん馬
胴体と足を2人の男性が再現することであん馬選手の不可能な動きを表現。梶原チーム初の優勝作品で、後に最多優勝を記録する。
準優勝 - 8番 お風呂の水抜き
浴槽の断面からの視点で水を抜く様子をリアルに表現。
第3位 - 21番 斬る!
竹林での決闘を映画のカメラワークの視点でアナログに表現。第49回18番「尾張名古屋の打ち上げ花火」でも同じ賞を受賞した。
技術賞 - 42番 大漁だ!
大海原をゆく漁船が網を引くと巨大な鯨に飲み込まれてしまう。
努力賞 - 28番 国旗
ポールに垂直に掴まって国旗掲揚のシーンを再現。
ファンタジー賞 - 13番 少年時代
ブラインドを使って水面に映る少年と景色を表現。
演技賞 - 20番 放送終了
腹踊りの要領で砂嵐を表現。
ユーモア賞 - 19番 脱獄
体の前半分を黒色に後ろ半分を黄色に塗り、それを交互に見せることでサーチライトの中を逃げ回る脱獄犯を表現。
アイデア賞 - 23番 スイカ泥棒
数人の女性がスイカ（顔と髪の毛の前面を緑色に塗り数本に束ねた髪の毛を顔に貼り付け縞模様とする）に扮し、泥棒により畑から一斉に収穫され腕に抱えて（胸の部分から顔を出す）逃げながら、盗まれていくスイカも「泥棒!」とヘルプコールを叫んでコミカルに表現。
- その他備考
  - その他の出来事 - 同年8月にルックルックこんにちは内で『人気番組・欽ちゃんの仮装大賞の舞台裏!予選審査に密着!』を放送。東京予選に登場した作品を紹介。
  - 番組内で進行が中断した際、欽ちゃんが『どーしてそういうことになるのかな?』というコント55号のギャグを披露した。欽ちゃん飛びや欽ちゃん走りは、過去の回でもしばしば姿を見せるが、はっきりとした形で登場したのはこの時が初めてである。以降、かつて日本テレビだけでなく他局の番組で見せた欽ちゃんのギャグやフレーズが度々登場している。
  - 優勝作品の「あん馬」は、後の2024年に「アメリカズ・ゴット・タレント」でも披露された。

## 第53回
欽ちゃんの第53回全日本仮装大賞
- 放送日 - 1998年1月3日（土）18:25 - 20:54 ※スーパースペシャル'98枠で放送
- 収録日 - 1998年1月1日（木）
- 会場 - 東京・後楽園ホール
- ナレーター（仮装） - 堀敏彦（羽子板）
- 欽ちゃんの仮装 - 出初式の火消し（第35回以来の2度目）
- 審査員（太字は審査員長） - 仮装（テーマ「世界の民族衣装」）
  - 関根勤 - スペインのマタドール
  - 原千晶 - バリ島の花嫁
  - 石塚英彦(ホンジャマカ) - 日本の殿様
  - 飯島愛 - インドのサリー
  - 大島渚 - アラブの大富豪
  - 藤田弓子 - 琉球の紅型
  - 落合博満 - スコットランドのキルト
  - 奥山佳恵 - フランスの宮廷衣装
  - 柴田理恵 - オランダのチューリップ娘
  - 山本晋也 - スイスのチロル

作品について
- 応募総数 - 8427組
- 出場 - 54組
- 合格 - 39組
- 満点 - 0組
- 合格率 - 72.22%
- 満点率 - 0.00%

- 合格点 - 20点満点中15点以上
- 最高点 - 19点
- 最低点 - 8点
- 平均点 - 15.22点

| No. | 作品                             |   | 点数 | 賞             | 備考                                                                                        |
| --- | -------------------------------- | - | ---- | -------------- | ------------------------------------------------------------------------------------------- |
| 1   | 元旦の海                         | ○ | 15点 |                |                                                                                             |
| 2   | 世界の虹                         | ○ | 16点 |                |                                                                                             |
| 3   | 一休さんのパソコン               | ○ | 15点 |                | 出演:テレビ新潟女性アナウンサーグループ                                                     |
| 4   | 1998年の夜明け                   |   | 10点 |                |                                                                                             |
| 5   | ミイラの転送実験                 |   | 08点 |                |                                                                                             |
| 6   | フォークリフト                   | ○ | 17点 |                |                                                                                             |
| 7   | シンクロナイズドスイミング       |   | 14点 |                |                                                                                             |
| 8   | カーリング                       | ○ | 18点 | アイデア賞     |                                                                                             |
| 9   | マイケル・ジョーダン             | ○ | 19点 | 20年特別賞     |                                                                                             |
| 10  | 蛇口のしずく                     | ○ | 19点 |                | 蛇口から滴り落ちる雫をリアルに再現。第52回8番・準優勝「お風呂の水抜き」を演じたチームの作品 |
| 11  | ボディービルダー                 | ○ | 19点 | 第3位          |                                                                                             |
| 12  | 凧あげ                           |   | 08点 |                |                                                                                             |
| 13  | ツルの舞い                       |   | 13点 |                |                                                                                             |
| 14  | 風の谷のナウシカ                 | ○ | 15点 |                | 12点から繰り上げ合格                                                                        |
| 15  | 玉入れ                           | ○ | 17点 |                |                                                                                             |
| 16  | 巣立ち                           | ○ | 17点 |                |                                                                                             |
| 17  | 真夏のアスファルト               | ○ | 17点 |                | 16点からトーク中に+1点                                                                      |
| 18  | ケン玉                           | ○ | 17点 |                |                                                                                             |
| 19  | 鏡のある廊下                     | ○ | 19点 | 準優勝         |                                                                                             |
| 20  | そり遊び                         | ○ | 15点 |                |                                                                                             |
| 21  | ドリブル                         | ○ | 19点 | 優勝           | 19点の優勝作品は第51回以来                                                                  |
| 22  | のれん                           | ○ | 15点 | 演技賞         | ハワイからの出場                                                                            |
| 23  | ポップコーン                     |   | 14点 |                |                                                                                             |
| 24  | ミルククラウン                   | ○ | 19点 |                | 白い布とボールを使ってミルククラウンをリアルに再現                                          |
| 25  | ティラノザウルス対ステゴザウルス |   | 12点 |                | 第26回優勝組                                                                                |
| 26  | 消しゴム                         |   | 08点 |                |                                                                                             |
| 27  | 冬のちょうちょ                   | ○ | 15点 | ユーモア賞     | 14点から繰り上げ合格                                                                        |
| 28  | 水墨画                           | ○ | 15点 |                |                                                                                             |
| 29  | 棒高跳び                         | ○ | 15点 |                |                                                                                             |
| 30  | 風前の灯                         | ○ | 16点 |                |                                                                                             |
| 31  | カーレース                       | ○ | 15点 |                | ハワイからの出場                                                                            |
| 32  | 東京ドームにのみ込まれる人々     | ○ | 19点 |                | 大量のチョコボールを食べることで、東京ドームに入場する群衆を表現 第58,85回優勝組            |
| 33  | バットマン                       |   | 10点 |                |                                                                                             |
| 34  | 竜巻                             | ○ | 15点 |                | 14点から繰り上げ合格（後述）                                                                |
| 35  | いい日旅立ち                     | ○ | 19点 | ファンタジー賞 |                                                                                             |
| 36  | アリの行列                       | ○ | 15点 |                |                                                                                             |
| 37  | 横綱土俵入り                     | ○ | 15点 |                | 横綱が四股を踏むごとに、脇にいる力士が空中を飛びあがる                                      |
| 38  | ヨガの修行                       | ○ | 16点 |                | 出演:元氣安（WAHAHA本舗、本名の「森岡弘」名義で出場）                                       |
| 39  | 黒板消し                         | ○ | 17点 |                |                                                                                             |
| 40  | 満月の恐怖                       | ○ | 16点 |                |                                                                                             |
| 41  | ぞうさん                         | ○ | 19点 |                |                                                                                             |
| 42  | 乾燥機                           | ○ | 18点 | 努力賞         |                                                                                             |
| 43  | 大波                             |   | 13点 |                |                                                                                             |
| 44  | 宇宙人の年始まわり               | ○ | 15点 |                |                                                                                             |
| 45  | ハンドベル                       |   | 12点 |                | ハンドベルに扮した人間がお辞儀をしながら清しこの夜を奏でる                                  |
| 46  | 真夜中の流し台                   | ○ | 19点 |                | 男性が一人で流し台におちる蛇口のしずくと波紋を表現 第86回優勝組                             |
| 47  | 洗濯機                           |   | 12点 |                |                                                                                             |
| 48  | コピー機                         |   | 12点 |                |                                                                                             |
| 49  | 悪魔のファンタジー               | ○ | 15点 |                |                                                                                             |
| 50  | 展望エレベーターからの風景       |   | 12点 |                |                                                                                             |
| 51  | 草刈り機                         |   | 10点 |                |                                                                                             |
| 52  | 雨だれの演奏会                   | ○ | 19点 | 技術賞         |                                                                                             |
| 53  | シマシマ                         | ○ | 16点 |                | 仮装大賞名物であった色コンビ最後の出場作品                                                  |
| 54  | ある兄弟の大晦日                 | ○ | 17点 |                |                                                                                             |

優勝 - 21番 ドリブル
ボールのメイクを施した人間が、ひたすら腕立て伏せをすることでバスケのドリブルを行う。またゴールに跳ね返ってバウンドする様をヘッドスプリングで再現していた。
準優勝 - 19番 鏡のある廊下
背の高さの違いを生かして廊下の合わせ鏡に映る2人の姿を表現。
第3位 - 11番 ボディービルダー
風船を膨らませる要領で筋肉の動きを表現。
技術賞 - 52番 雨だれの演奏会
小学生が葉（緑に塗った顔など）やピアノの鍵盤蓋の一部分（顔を赤塗りにして蓋と一体化）に扮して、森に放置されたピアノに雨だれが垂れて『ドレミの唄』を演奏する。
努力賞 - 42番 乾燥機
柔道の乱取り（「ランドリー」がかかっている）の動きを乾燥機の中に見立てた作品。この代表者は次の43番「大波」でも代表者を務めている。
ファンタジー賞 - 35番 いい日旅立ち
電車の車窓をリアルに表現。落合に「東北だと夕日は東の方向に沈んでいかない」と指摘されるも、19点。
演技賞 - 22番 のれん
腰まで届く髪の毛を細かく編みこみ暖簾を表現。
ユーモア賞 - 27番 冬のちょうちょ
真冬の寒さに震えながら飛ぶ蝶の様子を、胸に貼り付けた低周波治療器の振動で表現。当初14点で不合格の鐘が鳴ったが、15点で合格し入賞。
アイデア賞 - 8番 カーリング
ストーンに仮装した赤ちゃんがハイハイをしてカーリングの動きに見立てた作品。
20年特別賞 - 9番 マイケル・ジョーダン
マイケル・ジョーダンのダンクシュートの瞬間を連続写真のような形で表現。第14回24番『カール・ルイス』に酷似。
- その他備考
  - 番組初のフライングスタートを実施したが、CMの都合上、実際の放送は18:28から。
  - OPの際、予選時の映像が挿入されるようになる。
  - 29番『棒高跳び』の演技中演者が台から落下し失敗したが合格。
  - 第34回以来の満点0組。
  - 上位3賞発表直前にCMを挿入、以後徐々にこのパターンが固定化していく。
  - 番組が放送20年目に突入、それを記念して20年特別賞が設置された。
  - 第3位の賞金が従来の20万円から30万円に増額。

## 第54回
欽ちゃんの第54回全日本仮装大賞
- 放送日 - 1998年5月16日（土）19:00 - 20:54 ※スーパースペシャル'98枠で放送
- 収録日 - 1998年5月4日（月）
- 会場 - 東京・後楽園ホール
- ナレーター（仮装） - 堀敏彦（Dr.スランプ アラレちゃん）
- 欽ちゃんの仮装 - バカボンのパパ
- 審査員（太字は審査員長） - 仮装（テーマ「懐かしのヒーロー&ヒロイン」）
  - 定岡正二 - ウルトラマン
  - 久本雅美 - 天才バカボンのレレレのおじさん
  - 猿岩石 - 仮面ライダー1号（森脇和成）、仮面ライダー2号（有吉弘行） ※史上初のコンビ審査員
  - 大石恵 - はいからさんが通るの花村紅緒
  - 大島渚 - 赤胴鈴之助
  - 藤田弓子 - ちびまる子ちゃんのまる子
  - 藤村俊二 - ルパン三世のルパン
  - 山岡三子 - ベルサイユのばらのマリー・アントワネット
  - 飯島愛 - うる星やつらのラムちゃん
  - 山本晋也 - ゲゲゲの鬼太郎（第12回以来の2度目）

作品について
- 応募総数 - 5684組
- 出場 - 40組
- 合格 - 30組
- 満点 - 6組
- 合格率 - 75.00%
- 満点率 - 15.00%

- 合格点 - 20点満点中15点以上
- 最高点 - 20点
- 最低点 - 9点
- 平均点 - 15.93点

| No. | 作品                         |   | 点数 | 賞             | 備考 |
| --- | ---------------------------- | - | ---- | -------------- | --- |
| 1   | ボート練習                   | ○ | 19点 | 演技賞         | |
| 2   | サンドバッグ                 | ○ | 17点 |                | 鉄棒にぶら下がり、左右に体をゆらしてサンドバッグを表現                                                                                                 |
| 3   | ワンタッチ物干し             | ○ | 16点 |                | |
| 4   | スカイダイビング             | ○ | 17点 |                | 巨大なクレーン状の装置を使ってスカイダイビングの様子をリアルに再現                                                                                     |
| 5   | サイパンの思い出             | ○ | 19点 |                | |
| 6   | ハエ                         | ○ | 17点 |                | |
| 7   | バカボンのパパのボディービル |   | 12点 |                | 顔にバカボンのパパの絵を貼り付け、ボディービルを表現。第71回32番「ハネムーン」の演者の作品                                                             |
| 8   | もちつき                     | ○ | 16点 |                | |
| 9   | はじめてのお裁縫             | ○ | 18点 | ファンタジー賞 | |
| 10  | 札幌のゴジラ                 |   | 11点 |                | 札幌時計台に現れたゴジラが「5時ら!」という駄洒落を言うだけの作品で、会場の人々をずっこけさせた。                                                       |
| 11  | 楽器で遊ぼう                 | ○ | 18点 |                | |
| 12  | ケンカみこし                 | ○ | 19点 | ユーモア賞     | |
| 13  | 月面散歩                     | ○ | 20点 |                | |
| 14  | ハンドマジック               | ○ | 17点 | アイデア賞     | |
| 15  | ハイパーヨーヨー             | ○ | 20点 | 第3位          | |
| 16  | モーグル                     | ○ | 15点 |                | |
| 17  | 火打ち石だよ人生は           | ○ | 16点 |                | 頭に癇癪玉をつけ、頭突きをし合い破裂させることで、火打石を表現。演技中に「テレビの前の皆さんは絶対に真似をしないでください。」のテロップが表示された。 |
| 18  | トレーニングマシーン         | ○ | 15点 |                | |
| 19  | 虫メガネでのぞいてみよう     | ○ | 16点 |                | 第29,37回優勝組 |
| 20  | 虫メガネで燃やしてみよう     |   | 10点 |                | 口から紐を吐き出して、虫メガネで熱した煙を表現。第58,85回優勝組                                                                                        |
| 21  | 波                           | ○ | 20点 | 優勝           | |
| 22  | モノレール                   |   | 13点 |                | |
| 23  | リフティング                 | ○ | 18点 |                | |
| 24  | ブランコ                     | ○ | 15点 |                | |
| 25  | 目玉焼き                     | ○ | 20点 | 技術賞         | 19点からトーク中に+1点 |
| 26  | いろいろな鼻息               | ○ | 15点 |                | |
| 27  | 星座                         | ○ | 20点 | 準優勝         | 第49回優勝組 |
| 28  | スピードスケート             | ○ | 20点 |                | |
| 29  | クラブ活動                   |   | 14点 |                | |
| 30  | テープヘッド                 |   | 13点 |                | |
| 31  | 体力測定                     |   | 11点 |                | |
| 32  | 川下り                       | ○ | 18点 |                | ゴミに扮した子どもたちが、スロープを転がり落ちることで、汚れた川をカヌーで下るさまを表現                                                               |
| 33  | 真夜中の帰宅                 | ○ | 18点 | 努力賞         | |
| 34  | 競馬中継                     | ○ | 17点 |                | 第86回優勝組 |
| 35  | トンネル貫通                 | ○ | 15点 |                | |
| 36  | ワイパー                     | ○ | 16点 |                | |
| 37  | バンジージャンプ             |   | 12点 |                | |
| 38  | バス停                       |   | 10点 |                | |
| 39  | 線香花火                     |   | 09点 |                | |
| 40  | ある兄弟の夏祭り             | ○ | 15点 |                | 第53回54番「ある兄弟の大晦日」で出場した一般男性会社員のチーム                                                                                         |

優勝 - 21番 波
少年が飲み終えた缶を海に投げ込むと、大波と共に大量の空き缶が少年に襲い掛かる。
準優勝 - 27番 星座
ビリヤードの動きで様々な星座を表現。
第3位 - 15番 ハイパーヨーヨー
パントマイムのような動きでヨーヨーの動きを表現。本作出演チームが第3位となるのは第49回18番「尾張名古屋の打ち上げ花火」、第52回21番「斬る!」以来3回目。
技術賞 - 25番 目玉焼き
目玉焼きが焼ける様子をリアルに表現。第52回8番・準優勝「お風呂の水抜き」を演じたチームの作品。
努力賞 - 33番 真夜中の帰宅
真っ暗な部屋が電気をつけて一瞬にして明るくなり、さらに消灯して再び暗くなる様子を表現したが、布が引っかかり失敗。しかしその発想が評価され入賞。
ファンタジー賞 - 9番 はじめてのお裁縫
布を縫う様子をブリッジの状態から表現。
演技賞 - 1番 ボート練習
ボート練習の風景を横からの視点で表現した後、画面が上空からの視点に切り替わる。上からの視点では腕をオールに見立てることでボートの動きを表現。
ユーモア賞 - 12番 ケンカみこし
男子高校生二人がブリッジの状態で飛び跳ねてケンカみこしの動きを表現。
アイデア賞 - 14番 ハンドマジック
10人が指に扮して様々な手品を見せる。
- その他備考
  - 放送直前の『TVおじゃマンボウ』では仮装大賞特集を実施。『20点満点特選ダイジェスト』という独自の総集編と角田久美子アナウンサーが黒子に挑戦した第54回の舞台裏が放送された。
  - この回よりナレーター堀敏彦の肩書が「テレビ新潟アナウンサー」となる。
  - 審査員の俳優・藤村俊二が初登場。
  - 当回のみ、『ひとこと言わせて!』と題し、演技終了後の講評時にエスコートバニーガールが持っている参加番号プラカード裏の欽ちゃんの顔イラストが2つ書かれている「ひとこと言わせて!」欄に出場者が言いたいことを本番前の事前に書いてもらい萩本の振りで紹介するという演出が行われた（1,5,8番の演者）。時間の都合上で全出場者が紹介されることはなかった他、この演出は、長い番組の歴史でこの第54回しか行われていない。
  - 8番『もちつき』の演技中、餅が伸びるのを表現するために口に銜えるゴムを取るのに失敗し、お互いの演者の唇を銜えて接吻してしまうというハプニングが発生。接吻した際の動揺の声が集音マイクで拾っている。
  - 17番『火打ち石だよ人生は』では、火打ち石に見立てた被り物に、火薬（爆竹）をぶつける演技があったため、演技終了前に「テレビをご覧の皆さんは決してマネをしないでください。」とテロップが流れた。
  - 39番『線香花火』のインタビュー時、演技に使用したスーパーボールが会場に散乱し出場者やスタッフが慌てて回収するハプニングが発生。結局、反省の意味で演者はかつての合格者席であったセット置き場に立たされ、拍手一つだけが贈られる羽目になった。

## 第55回
欽ちゃんの第55回全日本仮装大賞
- 放送日 - 1998年9月23日（水）19:00 - 20:54
- 収録日 - 1998年9月13日（日）
- 会場 - 東京・後楽園ホール
- ナレーター（仮装） - 堀敏彦（ラグビーボール）
- 欽ちゃんの仮装 - 野球のアンパイヤ（第40回以來の2度目）
- 審査員（太字は審査員長） - 仮装（テーマ「スポーツ選手」）
  - 福澤朗 - F1レーサー
  - 久本雅美 - ゲートボール
  - 藤村俊二 - 乗馬
  - 城戸真亜子 - 弓道
  - 浅井慎平 - アメフトの監督
  - 藤田弓子 - ソフトボール（第49回以来の2度目）
  - 高橋英樹 - フェンシング
  - 山田まりや - テニス
  - 関根勤 - ムエタイ
  - 山本晋也 - バスケットボールのデニス・ロッドマン

作品について
- 応募総数 - 4982組
- 出場 - 40組
- 合格 - 30組
- 満点 - 7組
- 合格率 - 75.00%
- 満点率 - 17.50%

- 合格点 - 20点満点中15点以上
- 最高点 - 20点
- 最低点 - 6点
- 平均点 - 15.70点

| No. | 作品                       |   | 点数 | 賞             | 備考                                                                                     |
| --- | -------------------------- | - | ---- | -------------- | ---------------------------------------------------------------------------------------- |
| 1   | スポーツカイト             | ○ | 16点 |                |                                                                                          |
| 2   | ムンクの叫んだ理由         | ○ | 17点 |                | 第86回優勝組                                                                             |
| 3   | ズームイン!!橋!            | ○ | 19点 |                |                                                                                          |
| 4   | 竜神の滝                   | ○ | 15点 |                |                                                                                          |
| 5   | ハチ                       | ○ | 16点 |                |                                                                                          |
| 6   | トランポリン               | ○ | 17点 |                |                                                                                          |
| 7   | 台風情報                   |   | 08点 |                |                                                                                          |
| 8   | 不思議な回転ドア           | ○ | 20点 | アイデア賞     |                                                                                          |
| 9   | ゴキブリ                   | ○ | 19点 | 技術賞         |                                                                                          |
| 10  | 中国雑技団                 | ○ | 20点 | 演技賞         |                                                                                          |
| 11  | 闘牛士                     | ○ | 16点 |                | 第38回優勝組                                                                             |
| 12  | バンザイ・バンザイ!        | ○ | 16点 |                |                                                                                          |
| 13  | 大物釣り                   |   | 13点 |                |                                                                                          |
| 14  | つり革                     | ○ | 20点 | 優勝           |                                                                                          |
| 15  | 釘抜き                     | ○ | 19点 | ユーモア賞     | 第72回優勝組                                                                             |
| 16  | バカボンのパパの腕立て伏せ | ○ | 16点 |                | 顔にバカボンのパパの絵を貼り付け、腕立て伏せを表現。第71回32番「ハネムーン」の演者の作品 |
| 17  | 線香花火                   |   | 11点 |                |                                                                                          |
| 18  | 花火                       |   | 10点 |                |                                                                                          |
| 19  | 千本ノック                 | ○ | 16点 |                |                                                                                          |
| 20  | 魔球                       |   | 10点 |                |                                                                                          |
| 21  | GODZILLA                   | ○ | 16点 |                |                                                                                          |
| 22  | タイタニック               |   | 06点 |                |                                                                                          |
| 23  | 糸通し                     |   | 13点 |                |                                                                                          |
| 24  | ライスカレー               | ○ | 16点 |                |                                                                                          |
| 25  | 焼はまぐり                 | ○ | 18点 |                | 台湾からの出場                                                                           |
| 26  | 洗濯機                     | ○ | 20点 | 55回特別賞     | 台湾からの出場                                                                           |
| 27  | ろうそく                   | ○ | 20点 | 準優勝         | 台湾からの出場                                                                           |
| 28  | 卓球                       | ○ | 16点 |                |                                                                                          |
| 29  | 鵜!                        | ○ | 20点 | ファンタジー賞 | 出演:梶原比出樹チーム                                                                    |
| 30  | ししおどし                 | ○ | 16点 |                | 出演:早川伸吾 13点から繰り上げ合格                                                       |
| 31  | ししおどし                 |   | 12点 |                |                                                                                          |
| 32  | 納豆                       | ○ | 15点 |                |                                                                                          |
| 33  | 大都会                     | ○ | 19点 |                |                                                                                          |
| 34  | アリ地獄                   | ○ | 17点 |                |                                                                                          |
| 35  | マンガの吹き出し           | ○ | 17点 |                |                                                                                          |
| 36  | ゴキブリの運命             | ○ | 19点 | 努力賞         | 第58,85回優勝組                                                                          |
| 37  | ドミノ倒し                 | ○ | 20点 | 第3位          |                                                                                          |
| 38  | 城壁の闘い                 |   | 10点 |                |                                                                                          |
| 39  | 浪花のスキンヘッド         |   | 09点 |                |                                                                                          |
| 40  | ティーバッグ               | ○ | 15点 |                |                                                                                          |

優勝 - 14番 つり革
一般の小学生（当時）達が電車のつり革を表現。駅構内の様子や車窓の風景もリアルに再現。
準優勝 - 27番 ろうそく
台湾からの作品。ろうそくが溶けていく様をリアルに表現。
第3位 - 37番 ドミノ倒し
指や手をドミノに見立て、ドミノ倒しのTV中継を様々なカメラワークで表現。
技術賞 - 9番 ゴキブリ
台所のゴキブリの動きをレールなどを用いてリアルに表現。
努力賞 - 36番 ゴキブリの運命
ベートーベンの『運命』を奏でるステレオの波形から、ゴキブリ駆除機の中でもがくゴキブリを表現。第57回では「しわしわでGO!」でユーモア賞を獲得し、第58回38番「ワイングラスに映る風景」と第85回10番「手と足でGO!」で優勝し、第97回19番「タピオカでGO!」で第55回と同じ賞を獲得する。
ファンタジー賞 - 29番 鵜!
『マンボNo.5』の曲に併せて鵜飼いの様子をコミカルに表現。最多優勝チームの作品。
演技賞 - 10番 中国雑技団
2人が上半身下半身に分かれて1人の人間に見立て様々な曲芸を表現。第86回1番「ストレッチ」と似た作品。
ユーモア賞 - 15番 釘抜き
プロレス技で釘抜きを表現。釘抜きを演じた人は個人として参加した第72回31番「ダダッダッダダ」で優勝する。
アイデア賞 - 8番 不思議な回転ドア
男が回転ドアを通るたびに小さくなり最後は赤ちゃんになってしまう。
55回特別賞 - 26番 洗濯機
台湾からの作品。アクロバティックな動きで洗濯機の中を表現。
- その他備考
  - アジア各地で過去の回が放送開始されていたが、特に台湾では仮装大賞が最優秀バラエティに選ばれていた。その人気に便乗し、初の台湾予選を日本の本選並みに本格的なセットで開催された。台湾最終予選には審査を勝ち抜いた28組が出場し、日本からは山本晋也が審査員長として参加。
  - 写真家・浅井慎平が審査員長として初登場。青島幸男が審査員に復帰する第58回まで審査員長を務めた。
  - この回だけナンバープレートの文字のフォントがゴシック体になった（台湾最終予選時に使用されたものをそのまま使用したようである）。
  - 一部作品の順番を入れ替える編集を実施。そのためか合格作品ダイジェスト時と結果発表時のナンバープレートの番号が一部一致していない。なおこのような編集が行われたのはこの回と第58回だけである。
    - 第55回の放送上では不合格の17番のナンバープレートが表彰式で確認できる。逆に放送上では合格の19番のナンバープレートが表彰式で確認できない。また、放送上の17番「線香花火」の退場の際、エスコートガールは18番のナンバープレートを持っており、次の放送上の18番のタイトルコールを萩本は「次も花火」と発言していることから、放送上の17番「線香花火」は収録では18番、放送上の18番「花火」は収録では19番、放送上の19番「千本ノック」は収録では17番だった模様。

  - 1981年放送の第3回より長年使用されていた黄土色の会場セットはこの回が最後となった。

## 第56回
欽ちゃんの第56回全日本仮装大賞
- 放送日 - 1999年1月3日（日）18:30 - 20:54
- 収録日 - 1999年1月1日（金）
- 会場 - 東京・後楽園ホール
- ナレーター（仮装） - 堀敏彦（奴凧）
- 欽ちゃんの仮装 - 獅子舞（第50回以来の2度目）
- 審査員（太字は審査員長） - 仮装（テーマ「世界の民族衣装」）
  - 藤村俊二 - ロシアのルパシカ
  - 恵俊彰(ホンジャマカ) - 中国の宮廷衣装
  - 柴田理恵 - エジプトの女王・クレオパトラ
  - 落合博満 - アラブの大富豪
  - 藤田弓子 - インドのサリー（第32,44回以来の3度目）
  - 浅井慎平 - 日本の紋付羽織袴
  - 西田ひかる - オランダのチューリップ娘
  - 吉村禎章 - スペインのマタドール
  - 飯島愛 - 日本の芸者
  - 山本晋也 - イギリス近衛兵

作品について
- 応募総数 - 9282組
- 出場 - 50組（内1組欠場）
- 合格 - 32組
- 満点 - 4組
- 合格率 - 64.00%
- 満点率 - 8.00%

- 合格点 - 20点満点中15点以上
- 最高点 - 20点
- 最低点 - 7点
- 平均点 - 15.47点

| No. | 作品                       |   | 点数 | 賞             | 備考                                                                               |
| --- | -------------------------- | - | ---- | -------------- | ---------------------------------------------------------------------------------- |
| 1   | おらが村のクリスマスツリー | ○ | 19点 |                |                                                                                    |
| 2   | 初詣                       | ○ | 17点 |                |                                                                                    |
| 3   | ショベルカー               | ○ | 15点 |                |                                                                                    |
| 4   | お正月                     | ○ | 17点 |                |                                                                                    |
| 5   | 髪の毛でGO!                | ○ | 19点 |                | 第58,85回優勝組                                                                    |
| 6   | スペースシャトル打ち上げ   |   | 14点 |                |                                                                                    |
| 7   | 金魚                       |   | 14点 |                |                                                                                    |
| 8   | シガーボックス             | ○ | 18点 |                |                                                                                    |
| 9   | フクロウ                   | ○ | 15点 |                |                                                                                    |
| 10  | 寒い朝の出来事             |   | 11点 |                |                                                                                    |
| 11  | カメレオン                 | ○ | 16点 |                |                                                                                    |
| 12  | クモの巣                   | ○ | 17点 | アイデア賞     |                                                                                    |
| 13  | 空き缶                     |   | 11点 |                | 10点からトーク中に+1点                                                             |
| 14  | 舌で遊ぼう                 | ○ | 19点 | 演技賞         |                                                                                    |
| 15  | 春よ来い                   | ○ | 18点 | 努力賞         |                                                                                    |
| 16  | 磁石                       |   | 07点 |                | 出演:パー&ナー（WAHAHA本舗）                                                       |
| 17  | ろくろ                     | ○ | 15点 |                |                                                                                    |
| 18  | パンダの早口ことば         | ○ | 16点 |                |                                                                                    |
| 19  | 世界はひとつ               | ○ | 19点 |                | 世界の民族衣装を着た演者たちが重なり合い、地球に変身する                           |
| 20  | スノーボード               |   | 14点 |                |                                                                                    |
| 21  | お目々の体操               |   | 14点 |                |                                                                                    |
| 22  | シュノーケリング           |   | 13点 |                | ハワイからの出場                                                                   |
| 23  | 開けゴマ!                  |   | 12点 |                |                                                                                    |
| 24  | パチンコ屋のネオン         | ○ | 15点 |                |                                                                                    |
| 25  | 剣の舞                     | ○ | 20点 | 第3位          |                                                                                    |
| 26  | 釘抜き                     |   | 13点 |                |                                                                                    |
| 27  | 真剣白刃取り               | ○ | 15点 |                |                                                                                    |
| 28  | シャボン玉                 | ○ | 19点 |                | 18点からトーク中に+1点                                                             |
| 29  | 蓄音機                     | ○ | 20点 | ユーモア賞     |                                                                                    |
| 30  | 歯みがき                   |   | 13点 |                | 12点からトーク中に+1点                                                             |
| 31  | 鉄棒                       | ○ | 19点 | 技術賞         |                                                                                    |
| 32  | ファンタジーロマン         | ○ | 16点 |                |                                                                                    |
| 33  | たき火                     | ○ | 15点 |                |                                                                                    |
| 34  | ビーチバレー               | ○ | 17点 |                |                                                                                    |
| 35  | 筋力トレーニング           | ○ | 15点 |                |                                                                                    |
| 36  | ハト                       | ○ | 20点 | 準優勝         | 出演:美郷町立仙南東小学校6年生48人                                                 |
| 37  | 体育館の鏡                 | ○ | 20点 | 優勝           |                                                                                    |
| 38  | アリの巣                   |   | 12点 |                |                                                                                    |
| 39  | 重力との闘い               |   | 13点 |                |                                                                                    |
| 40  | 紙切りの四季               |   |      |                | 体調不良のため欠場 第26回優勝組                                                    |
| 41  | ゾンビ                     | ○ | 16点 |                |                                                                                    |
| 42  | 風の子のいたずら           | ○ | 19点 | ファンタジー賞 |                                                                                    |
| 43  | 酔っぱらい                 |   | 12点 |                |                                                                                    |
| 44  | いろんなエンジン           |   | 13点 |                |                                                                                    |
| 45  | イルカショー               | ○ | 16点 |                |                                                                                    |
| 46  | 月とスペースシャトル       | ○ | 16点 |                |                                                                                    |
| 47  | ちょうちょ                 | ○ | 15点 |                | 花に扮した男性がヌンチャクを振り回し飛び回るちょうちょを表現。11点から繰り上げ合格 |
| 48  | 熱気球                     |   | 11点 |                | 第38回優勝組                                                                       |
| 49  | スロットマシン             |   | 12点 |                |                                                                                    |
| 50  | 合唱                       | ○ | 16点 |                |                                                                                    |

優勝 - 37番 体育館の鏡
複数の鏡の前で器械体操をする少女の様子を再現。一般の女子中学生7名が参加。役の振り分けとしては、1人がコーチ役として水色のジャージ上下に白の帽子。それ以外の6人は、黒の体操用長袖レオタードに裸足の恰好で体操の練習を行うという設定だった。第27回24番『三面鏡』をさらに進化させた内容で、審査員の山本曰く(略)「余りに見事なので腹が立って来た それ位パーフェクトで恐らく仮装史上無い」と言わしめる程の出来栄えだった。本番ではとなりのトトロの劇伴を使用していた。
準優勝 - 36番 ハト
両手をハトに見立て、拍手で電線にいるハトが羽ばたく様と羽音、屋根から落ちる雪を表現。
第3位 - 25番 剣の舞
『剣の舞』の曲に併せて音符が楽譜上に現れる様を表現。
技術賞 - 31番 鉄棒
鉄棒演技を横からの視点で不可能な技を表現。
努力賞 - 15番 春よ来い
殺風景な冬の風景に咲くタンポポと蝶で春の訪れを見せる。
ファンタジー賞 - 42番 風の子のいたずら
落ち葉が子供の形になり公園で遊ぶ。第65回17番『枯れ葉』的な内容。
演技賞 - 14番 舌で遊ぼう
一般の兄弟が舌を使って様々な物を表現。
ユーモア賞 - 29番 蓄音機
おじいちゃんが蓄音機に扮して唄い出し、ゼンマイが解けて遅くなる様や音飛びも表現。欽ちゃんは客席が失笑する様子から、良くても5点くらいかと考えていた。
アイデア賞 - 12番 クモの巣
クモの巣が出来ていく様をリアルに表現。
- その他備考
  - 賞金増額に伴い番組セットを18年ぶりに大幅リニューアル。
  - 審査員のランプの形が現行の物になる。また、得点音の一部がマイナーチェンジされる。
  - エスコートガールの衣装を大幅にチェンジ。ウサギ年に因んだもので、従来のセクシー系からカワイイ系に。
  - 30番『歯磨き』の演技中、体を傾けて中に入っている歯磨き粉（蛇腹状の布）が出なかった。欽ちゃんに指摘され仕切り直すも13点で不合格。
  - 上位3賞の作品は授賞式の際に再放送された。
  - 上位3賞に渡される小切手のデザインが大幅に変更。

## 第57回
欽ちゃんの第57回全日本仮装大賞
- 放送日 - 1999年6月5日（土）19:00 - 20:54 ※スーパースペシャル'99枠で放送
- 収録日 - 1999年5月3日（月）
- 会場 - 東京・後楽園ホール
- ナレーター（仮装） - 堀敏彦（だんご3兄弟）
- 欽ちゃんの仮装 - バカボンのパパ（第54回以来の2度目）
- 審査員（太字は審査員長） - 仮装（テーマ「永遠のヒーロー&ヒロイン」）
  - 飯島愛 - はいからさんが通る
  - 関根勤 - 桃太郎侍の桃太郎
  - 笛吹雅子 - リボンの騎士のサファイア
  - 高橋英樹 - ウルトラマンの科学特捜隊隊長
  - 藤田弓子 - それいけ!アンパンマンのアンパンマン
  - 浅井慎平 - 刑事コロンボ
  - 城戸真亜子 - もののけ姫のサン
  - 荻原次晴 - マッハGoGoGo
  - 山田まりや - ちびまる子ちゃんのまる子
  - 山本晋也 - ガメラ

作品について
- 応募総数 - 5439組
- 出場 - 40組
- 合格 - 32組
- 満点 - 6組
- 合格率 - 80.00%
- 満点率 - 15.00%

- 合格点 - 20点満点中15点以上
- 最高点 - 20点
- 最低点 - 9点
- 平均点 - 16.43点

| No. | 作品                   |   | 点数 | 賞             | 備考                                                   |
| --- | ---------------------- | - | ---- | -------------- | ------------------------------------------------------ |
| 1   | サッカー・宇宙リーグ   | ○ | 16点 |                |                                                        |
| 2   | アラジンと魔法のランプ | ○ | 17点 |                |                                                        |
| 3   | シートベルト           | ○ | 15点 |                |                                                        |
| 4   | たけのこ               | ○ | 18点 |                |                                                        |
| 5   | 3兄弟                  | ○ | 18点 |                |                                                        |
| 6   | ホタルのワルツ         | ○ | 15点 |                |                                                        |
| 7   | 顕微鏡                 | ○ | 18点 |                |                                                        |
| 8   | 影絵                   |   | 10点 |                |                                                        |
| 9   | タコの赤ちゃん         | ○ | 17点 |                |                                                        |
| 10  | エビフライ             | ○ | 17点 |                |                                                        |
| 11  | チェーンソー           | ○ | 18点 |                |                                                        |
| 12  | 射撃                   | ○ | 20点 | アイデア賞     |                                                        |
| 13  | 呪いのビデオ           | ○ | 17点 |                |                                                        |
| 14  | バッタ                 |   | 12点 |                |                                                        |
| 15  | 風に吹かれて           | ○ | 20点 | 努力賞         |                                                        |
| 16  | ビールの栓ぬき         |   | 13点 |                | 11点からトーク中に+2点                                 |
| 17  | しわしわでGO!          | ○ | 18点 | ユーモア賞     | 第58,85回優勝組                                        |
| 18  | 金太郎飴               | ○ | 19点 |                |                                                        |
| 19  | リンゴ                 | ○ | 18点 |                |                                                        |
| 20  | 野焼き                 |   | 13点 |                |                                                        |
| 21  | 雲                     | ○ | 20点 | ファンタジー賞 | 第49回優勝組                                           |
| 22  | 新体操・リボン         | ○ | 20点 | 第3位          |                                                        |
| 23  | 換気扇                 |   | 11点 |                | 第72回26番・ユーモア賞「弓道日本一」の演者の作品。     |
| 24  | 舌で遊ぼうPart2        | ○ | 19点 |                | 第56回14番「舌で遊ぼう」で演技賞を受賞した一般の兄弟。 |
| 25  | 森の昆虫たち           | ○ | 16点 |                | 14点から繰り上げ合格                                   |
| 26  | ダチョウでタンゴ       | ○ | 20点 | 演技賞         | 第86回優勝組                                           |
| 27  | 我が家の玄関           | ○ | 18点 |                |                                                        |
| 28  | 千年桜                 | ○ | 16点 |                |                                                        |
| 29  | スポットライト         |   | 13点 |                |                                                        |
| 30  | 振り子ハト時計         | ○ | 19点 |                | 18点からトーク中に+1点                                 |
| 31  | 鳥たちの古典芸能       | ○ | 15点 |                | 出演:パー&ナー（WAHAHA本舗）                           |
| 32  | エアコン               | ○ | 20点 | 優勝           |                                                        |
| 33  | ゴルフの練習           | ○ | 18点 | 準優勝         |                                                        |
| 34  | ねばねばファンタジー   |   | 11点 |                |                                                        |
| 35  | 地球誕生               | ○ | 17点 |                | 第54回優勝組                                           |
| 36  | 空手でトォー!          | ○ | 15点 |                |                                                        |
| 37  | 玄関ののぞき穴         | ○ | 16点 |                |                                                        |
| 38  | いないいないバア       |   | 09点 |                |                                                        |
| 39  | 線香花火               | ○ | 16点 |                |                                                        |
| 40  | 花火                   | ○ | 19点 | 技術賞         | 出演:梶原比出樹チーム                                  |

優勝 - 32番 エアコン
一般の男子中学生（当時）3人がエアコンに扮し、エアコンの冷房・暖房・ドライを腕の動きと顔の表情で表現。
準優勝 - 33番 ゴルフの練習
鏡の前でのゴルフの練習中、誤って鏡を割ってしまう瞬間を家族で表現したビックリ作品。割れた鏡に大きさの違う像が映る様を、母親、兄、末っ子の背の高さの違いを生かして表現。
第3位 - 22番 新体操・リボン
競技衣装（レオタード）を着た少女がリボン（帯状布に人間が扮する）を使った新体操（リボン役がアクロバットに動く）を展開する様子を少年2人が表現。
技術賞 - 40番 花火
第51回40番『打ち上げ花火100連発』のリメイク。最多優勝チームの作品。
努力賞 - 15番 風に吹かれて
子どもが鉄棒の連続前回りをすることで、洗濯物が強風にあおられる様子を表現。また風に吹かれる鯉のぼりやごみ箱の動きもリアルに再現。
ファンタジー賞 - 21番 雲
大空で繰り広げられる雲の動きを物語調に表現。第49回23番「ガイコツのダンス」で優勝したチーム。
演技賞 - 26番 ダチョウでタンゴ
後の第69回11番「白と黒の舞い」で3位を獲得する夫婦が、初めて夫婦で参加した作品。2人で1匹のダチョウの動きをタンゴに乗せて表現。第86回17番「ピント合わせ」で優勝する。
ユーモア賞 - 17番 しわしわでGO!
おでこのしわを使って様々なものを表現。第58回38番「ワイングラスに映る風景」と第85回10番「手と足でGO」で優勝の演者が、身体の一部分を仮装に使ったシリーズで初めて受賞した作品。第40回31番「千手観音」で第57回と同じ賞を獲得していた。
アイデア賞 - 12番 射撃
顔を射撃の的に見立て目・口・鼻で的に弾が当たった痕跡を表現。
- その他備考
  - 第4回以来18年ぶりの6月放送。ナイターの編成上、収録から1ヶ月も経ってからの放送となった。
  - 演技中にも画面上に番号と作品名が表示されるようになる。

## 第58回
欽ちゃんの第58回全日本仮装大賞
- 放送日 - 1999年10月10日（日）19:00 - 20:54
- 収録日 - 1999年9月12日（日）
- 会場 - 東京・後楽園ホール
- ナレーター（仮装） - 堀敏彦（野球のボールとグローブ）
- 欽ちゃんの仮装 - 西武ライオンズの松坂大輔
- 審査員（太字は審査員長） - 仮装（テーマ「スポーツ選手」）
  - 清水圭 - サッカー日本代表
  - 久本雅美 - チアリーダー（第49回以来の2度目）
  - 河相我聞 - アメリカンフットボール
  - 楠田枝里子 - 柔道
  - 浅井慎平 - 弓道
  - 藤田弓子 - ラグビー
  - 青島幸男 - 剣道（第40回以来の2度目）
  - 関谷亜矢子 - 乗馬
  - 飯島愛 - F1レーサー
  - 山本晋也 - 相撲の行司

作品について
- 応募総数 - 5799組
- 出場 - 40組
- 合格 - 28組
- 満点 - 4組
- 合格率 - 70.00%
- 満点率 - 10.00%

- 合格点 - 20点満点中15点以上
- 最高点 - 20点
- 最低点 - 10点
- 平均点 - 15.53点

| No. | 作品                   |   | 点数 | 賞             | 備考                                                 |
| --- | ---------------------- | - | ---- | -------------- | ---------------------------------------------------- |
| 1   | ひまわり               | ○ | 18点 | ファンタジー賞 |                                                      |
| 2   | 富士山                 |   | 12点 |                |                                                      |
| 3   | モグラ                 | ○ | 16点 |                |                                                      |
| 4   | かき氷                 | ○ | 16点 |                |                                                      |
| 5   | デッドヒート           |   | 13点 |                |                                                      |
| 6   | 油に水                 | ○ | 16点 |                | 14点から繰り上げ合格                                 |
| 7   | うさぎとカメ           | ○ | 16点 |                |                                                      |
| 8   | 朝顔の影               | ○ | 17点 | 技術賞         |                                                      |
| 9   | ドラキュラ             | ○ | 17点 |                |                                                      |
| 10  | ペンギン               |   | 11点 |                |                                                      |
| 11  | お父さん大好き         | ○ | 18点 |                |                                                      |
| 12  | 星空                   | ○ | 20点 | 準優勝         | 台湾からの出場                                       |
| 13  | 噴火                   | ○ | 19点 | アイデア賞     |                                                      |
| 14  | 波紋                   | ○ | 16点 |                |                                                      |
| 15  | おばあちゃんの入れ歯   |   | 10点 |                |                                                      |
| 16  | わらぞうり             | ○ | 19点 | 演技賞         |                                                      |
| 17  | 耳そうじ               | ○ | 18点 |                |                                                      |
| 18  | ガム踏んじゃった       |   | 12点 |                |                                                      |
| 19  | バードウォッチング     |   | 11点 |                |                                                      |
| 20  | 紅葉と夕焼け           | ○ | 18点 |                |                                                      |
| 21  | ホース                 |   | 12点 |                |                                                      |
| 22  | 朝顔の成長             | ○ | 16点 |                | 第86回優勝組                                         |
| 23  | お星さま               | ○ | 20点 | 第3位          |                                                      |
| 24  | 新体操・ボール         | ○ | 19点 |                | 第57回22番「新体操・リボン」の演者の作品             |
| 25  | 双子の台風             |   | 11点 |                |                                                      |
| 26  | ウルトラクイズ         |   | 13点 |                |                                                      |
| 27  | 花火                   | ○ | 17点 |                |                                                      |
| 28  | ロストワールド         | ○ | 15点 |                |                                                      |
| 29  | 線路                   | ○ | 17点 | 努力賞         |                                                      |
| 30  | UFO出現                |   | 10点 |                |                                                      |
| 31  | 歌う食虫植物           | ○ | 16点 |                | 台湾からの出場                                       |
| 32  | 連続とび箱             | ○ | 15点 |                |                                                      |
| 33  | 岩ツバメ               | ○ | 16点 |                |                                                      |
| 34  | ちょうちんあんこう     |   | 11点 |                |                                                      |
| 35  | スイッチオン!          | ○ | 19点 | ユーモア賞     |                                                      |
| 36  | ナマケモノ             | ○ | 16点 |                | 出演:梶原比出樹チーム                                |
| 37  | テープレコーダー       |   | 10点 |                |                                                      |
| 38  | ワイングラスに映る風景 | ○ | 20点 | 優勝           | 第85回優勝組                                         |
| 39  | スカイダイビング       | ○ | 15点 |                |                                                      |
| 40  | 目覚まし時計           | ○ | 20点 |                | 出演:ナインティナイン（後述） 19点からトーク中に+1点 |

優勝 - 38番 ワイングラスに映る風景
松任谷由実の「海を見ていた午後」をバックに、湘南の窓辺に置かれたワイングラスの中に映る風景を再現。
後の第85回で優勝する三井勝彦がリーダーとなり、過去数回にわたって不合格が続いていた常連参加者が結集してチームを作り、優勝を掴み取った異色作。
準優勝 - 12番 星空
台湾舞踊の要領で星座を表現。
第3位 - 23番 お星さま
男性が欄間に頭をぶつけ、頭上で星が飛び回る様子をお手玉で表現した一発芸作品。
技術賞 - 8番 朝顔の影
朝顔の一日を影の動きとともに表現。
努力賞 - 29番 線路
沢山の子供達が枕木に扮し転がっていくことで、電車の運転席から見た風景の移り変わりを表現。
ファンタジー賞 - 1番 ひまわり
沢山の子供達が巨大なひまわりに変身。
演技賞 - 16番 わらぞうり
わらぞうりを作る工程を腕を使って表現。
ユーモア賞 - 35番 スイッチオン!
第57回7番『顕微鏡』の演者がチャレンジしたいろんなシリーズ第1弾。様々な家電製品にスイッチが入り動いていく様子を表現。以後様々な作品で仮装大賞名物となる。
アイデア賞 - 13番 噴火
赤いTシャツを重ね着した男がただひたすらTシャツを脱ぎ捨てていくことで火山の噴火を表現。
- その他備考
  - 東京都知事を退任した青島幸男が第44回以来4年振りに番組復帰、このときは通常の審査員として出演。
  - 第55回に引き続き台湾予選を実施。この回の収録後921大地震が発生したことから、発生前に収録したというテロップが挿入された。
  - メッセージボードがこの回限りで廃止。そのためか第59回以降は演技終了後のトーク時にエスコートガールがナンバープレートを持たなくなった。
  - 第55回と同様に、一部作品の順番を入れ替える編集を実施。第58回の放送上では不合格の15番のナンバープレートが表彰式で確認できる。逆に放送上では合格の20番のナンバープレートが表彰式で確認できない。
  - 芸能人4組目のチャレンジャーにナインティナインが出場。ぐるぐるナインティナイン内の『矢部浩之・仮装大賞不合格で結婚か丸刈り』という企画で挑戦、当初は『携帯電話』『やべっち大噴火』などのネタを考案したが、東京予選で不合格。しかし、本来は挑戦不能な再チャレンジに挑戦。その際『目覚まし時計』で予選を通過する。本番当日、出場するはずではなかった岡村隆史が急遽黒子で参加すると言い出し、結局ナイナイとして出場。結果は20点で合格するが、審査員の飯島愛と清水圭から「そんなに大したアイデアじゃない」「華がない」と言われてしまい、受賞は何も獲得せず（なお、岡村は「優勝ですかね」と言っていたが、期待外れ）、結局矢部は岡村の言いがかりで20点分の髪の毛を切らされる羽目になった。なお、矢部は2013年に青木裕子と結婚し、岡村も2020年に一般女性と結婚している。

## 第59回
欽ちゃんの第59回全日本仮装大賞
- 放送日 - 2000年1月2日（日）18:30 - 20:54 ※新春スペシャル2000枠で放送
- 収録日 - 2000年1月1日（土）
- 会場 - 東京・後楽園ホール
- ナレーター（仮装） - 堀敏彦（ゴジラ）
- 欽ちゃんの仮装 - エルヴィス・プレスリー
- 審査員（太字は審査員長） - 仮装（テーマ「20世紀のヒーロー&ヒロイン」）
  - 柴田理恵 - マリリン・モンロー
  - 関根勤 - 長嶋茂雄
  - 藤崎奈々子 - オードリー・ヘプバーン
  - 藤村俊二 - チャーリー・チャップリン
  - 藤田弓子 - ドラえもん
  - 青島幸男 - アインシュタイン
  - 松本志のぶ - ナイチンゲール
  - 松木安太郎 - アームストロング船長
  - 飯島愛 - 美空ひばり
  - 山本晋也 - 三船敏郎

作品について
- 応募総数 - 9728組
- 出場 - 43組
- 合格 - 33組
- 満点 - 6組
- 合格率 - 76.74%
- 満点率 - 13.95%

- 合格点 - 20点満点中15点以上
- 最高点 - 20点
- 最低点 - 10点
- 平均点 - 15.77点

| No. | 作品                     |   | 点数 | 賞             | 備考                       |
| --- | ------------------------ | - | ---- | -------------- | -------------------------- |
| 1   | 2000年の初日の出         | ○ | 18点 |                | 番組最多となる59人が出演   |
| 2   | 王監督の胴上げ           | ○ | 16点 |                |                            |
| 3   | いろんな時計             | ○ | 17点 |                |                            |
| 4   | 電波障害                 | ○ | 20点 | アイデア賞     |                            |
| 5   | ブーメラン               | ○ | 15点 |                | 12点から繰り上げ合格       |
| 6   | アヒルがスイスイ         | ○ | 17点 |                |                            |
| 7   | カニ鍋                   | ○ | 17点 |                |                            |
| 8   | 忘れられたソフトクリーム | ○ | 20点 | 第3位          |                            |
| 9   | 眉毛でお祭り             | ○ | 16点 |                |                            |
| 10  | 日本海の荒波             | ○ | 15点 |                |                            |
| 11  | UFOキャッチャー          | ○ | 19点 | ファンタジー賞 |                            |
| 12  | マトリックス             |   | 14点 |                |                            |
| 13  | UFO出現                  |   | 10点 |                |                            |
| 14  | ジグソーパズル           |   | 10点 |                | ハワイ・ホノルルからの出場 |
| 15  | ミシンでぞうきん         | ○ | 18点 | 技術賞         |                            |
| 16  | ゴリラ                   | ○ | 15点 |                |                            |
| 17  | 新春シャンソンショー     | ○ | 19点 | 準優勝         |                            |
| 18  | ある親子                 | ○ | 20点 | ユーモア賞     |                            |
| 19  | タコの散歩               | ○ | 17点 |                |                            |
| 20  | いろんなヘア             | ○ | 16点 |                |                            |
| 21  | タバコを吸うと…          | ○ | 15点 |                |                            |
| 22  | 助けて!                  | ○ | 15点 |                | 14点から繰り上げ合格       |
| 23  | カメレオンの実験         |   | 11点 |                | 10点からトーク中に+1点     |
| 24  | 磁石の実験               |   | 11点 |                |                            |
| 25  | 池の波紋                 | ○ | 18点 |                |                            |
| 26  | カーペットのおそうじ     | ○ | 20点 | 努力賞         |                            |
| 27  | バグズライフ             | ○ | 17点 |                |                            |
| 28  | ブンブン文房具!          | ○ | 19点 |                | いろんなシリーズの文房具編 |
| 29  | ヒヤシンス               | ○ | 16点 |                |                            |
| 30  | ミシン                   |   | 11点 |                |                            |
| 31  | CMの後にあの人が!?       |   | 10点 |                |                            |
| 32  | 海のファンタジー・クラゲ | ○ | 20点 | 優勝           |                            |
| 33  | カリスマ美容師           | ○ | 17点 |                |                            |
| 34  | ガム踏んじゃった!        | ○ | 15点 |                |                            |
| 35  | もうすぐ春               | ○ | 17点 |                |                            |
| 36  | ピンクレディー公園       | ○ | 20点 | 演技賞         | 出演:梶原比出樹チーム      |
| 37  | 図書館で居眠り           | ○ | 17点 |                |                            |
| 38  | 髪の毛で水墨画           |   | 13点 |                |                            |
| 39  | カエルのおもちゃ         |   | 10点 |                |                            |
| 40  | 連凧                     | ○ | 16点 |                |                            |
| 41  | プレゼント               |   | 11点 |                |                            |
| 42  | 人間ドック               | ○ | 15点 |                |                            |
| 43  | 龍                       | ○ | 15点 |                | 13点から繰り上げ合格       |

優勝 - 32番 海のファンタジー・クラゲ
東京女子体育大学新体操部のやわらかい動きとクラゲのしなやかなフォルムがマッチし、ファンタジーな世界を表現。
なお合格した時に非常に興奮し、優勝した時は興奮しながら号泣もしていた。
準優勝 - 17番 新春シャンソンショー
シャンソン歌手の表情をコミカルに表現。
第3位 - 8番 忘れられたソフトクリーム
ストーブのそばにあるソフトクリームが溶ける様子を表現。第16回26番・準優勝『忘れられたアイスクリーム』と内容が酷似。
技術賞 - 15番 ミシンでぞうきん
ミシンで雑巾を縫う様子を表現。最後は3人の女の子が雑巾がけをして終わる。
努力賞 - 26番 カーペットのおそうじ
塵に扮した人間たちが、巨大なコロコロにしがみつきながらカーペットを掃除する様子を表現。
ファンタジー賞 - 11番 UFOキャッチャー
UFOキャッチャーを幼児が演じ、最後は熊のぬいぐるみに扮した赤ちゃんが登場。
演技賞 - 36番 ピンクレディー公園
ピンク・レディーのヒット曲に乗せて公園の遊具をダジャレで表現。
ユーモア賞 - 18番 ある親子
ある親子が登場すると『天国に帰ろうか』のひと言で子供が羽根に変身しおじさんが天使になって帰っていく。
アイデア賞 - 4番 電波障害
ニュースキャスターに扮した複数の演者が、時間差で動いていくことで、テレビ画面に映る電波障害をリアルに表現。
- その他備考
  - 青島幸男が審査員長に復帰。
  - 2000年特別企画として著名人が選ぶ仮装No.1を放送した。

| 人物       | 放送回 | No. | 作品                 |   | 点数 | 賞             | 備考               |
| ---------- | ------ | --- | -------------------- | - | ---- | -------------- | ------------------ |
| 舞の海     | 第45回 | 20  | 落ちちゃった         | ○ | 20点 | 優勝           | 第13,16,45回優勝組 |
| キャイ〜ン | 第16回 | 25  | ABC                  | ○ | 19点 | ユーモア賞     |                    |
| 大林宣彦   | 第49回 | 31  | 帰り道               | ○ | 20点 | 準優勝         | 第29,37回優勝組    |
| 江川卓     | 第33回 | 20  | ぼくの彼女           | ○ | 19点 | 準優勝         |                    |
| 中島みゆき | 第46回 | 25  | 雑草                 | ○ | 20点 | 優勝           |                    |
| 草彅剛     | 第39回 | 10  | 90m級ジャンプ        | ○ | 19点 | 技術賞         |                    |
| 田中眞紀子 | 第51回 | 28  | 骨のダンス〜恐竜編〜 | ○ | 20点 | ファンタジー賞 | 第49回優勝組       |

## 第60回
欽ちゃんの第60回全日本仮装大賞
- 放送日 - 2000年5月20日（土）19:00 - 20:54 ※スーパースペシャル2000枠で放送
- 収録日 - 2000年5月4日（木）
- 会場 - 東京・後楽園ホール
- ナレーター（仮装） - 堀敏彦（オリンピックの金メダル）
- 欽ちゃんの仮装 - サッカー日本代表
- 審査員（太字は審査員長） - 仮装（テーマ「スポーツ選手」）
  - 久本雅美 - 重量挙げ
  - 羽鳥慎一 - 体操
  - さとう珠緒 - アーチェリー
  - コロッケ - 卓球
  - 藤田弓子 - フェンシング（第10回以来の2度目）
  - 青島幸男 - 野球（第10回以来の2度目）
  - 楠田枝里子 - 馬術
  - 松岡修造 - 射撃
  - 磯野貴理子 - 柔道
  - 山本晋也 - バスケットボール

作品について
- 応募総数 - 5777組
- 出場 - 38組
- 合格 - 31組
- 満点 - 8組
- 合格率 - 81.58%
- 満点率 - 21.05%

- 合格点 - 20点満点中15点以上
- 最高点 - 20点
- 最低点 - 10点
- 平均点 - 17.00点

| No. | 作品                         |   | 点数 | 賞             | 備考 |
| --- | ---------------------------- | - | ---- | -------------- | --- |
| 1   | 川にかかる鯉のぼり           | ○ | 18点 | ファンタジー賞 | |
| 2   | ふんころがし                 | ○ | 15点 |                | |
| 3   | 楽しい運動会                 | ○ | 18点 |                | |
| 4   | 指の気持ち                   | ○ | 18点 | 努力賞         | |
| 5   | ウルトラセブン               | ○ | 19点 |                | |
| 6   | 洗車                         | ○ | 16点 |                | |
| 7   | 箱でいろんな動物             | ○ | 19点 |                | |
| 8   | 学校の怪談                   | ○ | 20点 |                | 黒板掃除をする子供が、黒板の中に吸い込まれる様子を表現 |
| 9   | 猛烈な風                     | ○ | 20点 |                | 強風に飛ばされていく様子を、アクロバットの技で表現 |
| 10  | お絵かきボード               | ○ | 16点 |                | |
| 11  | カセットテープ               | ○ | 18点 |                | 鉄棒の連続前回りでカセットテープのリールを表現。早回しのときの鉄棒のスピードが会場を驚かせた。また、BGMの曲は鉄棒に合わせて「回る」が歌詞に入ったものを使用 |
| 12  | 坊さんのおつとめ             | ○ | 17点 | アイデア賞     | |
| 13  | エビフライ                   | ○ | 16点 |                | |
| 14  | 防犯カメラ                   | ○ | 20点 | 準優勝         | |
| 15  | ピカピカの一年生             | ○ | 20点 | ユーモア賞     | |
| 16  | グラスに注がれるワイン       | ○ | 15点 |                | |
| 17  | りんご                       | ○ | 16点 |                | |
| 18  | 火事だー!                    |   | 14点 | 60回記念賞     | |
| 19  | ブルース・リー               | ○ | 20点 | 第3位          | 第86回優勝組 |
| 20  | 洗濯機                       | ○ | 20点 | 技術賞         | |
| 21  | ルーレット                   |   | 13点 |                | |
| 22  | フラミンゴ                   | ○ | 20点 | 優勝           | 出演:梶原比出樹チーム |
| 23  | ショベルカー                 | ○ | 18点 |                | ショベルカーを擬人化し、急斜面を上るのに苦戦するショベルカーの気持ちを表現                                                                                  |
| 24  | 夜の猫                       | ○ | 17点 |                | |
| 25  | いろんな台所用品             | ○ | 20点 | 演技賞         | |
| 26  | ポップ・コーン               | ○ | 19点 |                | |
| 27  | サイドミラーに映るさようなら |   | 14点 |                | |
| 28  | ローラースルーゴーゴー       | ○ | 16点 |                | |
| 29  | イソギンチャク               | ○ | 17点 |                | |
| 30  | ふるさとの空                 | ○ | 17点 |                | |
| 31  | ねずみ花火                   | ○ | 19点 |                | 出演:風見しんご |
| 32  | くじゃく                     | ○ | 16点 |                | |
| 33  | 我が家はコンビニ             | ○ | 17点 |                | 16点からトーク中に+1点 |
| 34  | ガメラ                       | ○ | 17点 |                | 13点から繰り上げ合格 |
| 35  | ガードレール                 |   | 14点 |                | |
| 36  | 天才・秀才                   |   | 14点 |                | |
| 37  | お線香                       |   | 13点 |                | |
| 38  | ロシナンテ ハリウッドに行く  |   | 10点 |                | 出演:チューヤン&ロシナンテ |

優勝 - 22番 フラミンゴ
ラテンミュージックにのせてフラミンゴが華麗に舞う。第52回27番「あん馬」に次いで2度目の優勝。
準優勝 - 14番 防犯カメラ
カメラとモニターの2視点から泥棒の動きを表現。
第3位 - 19番 ブルース・リー
2人が自分の足を片方出すことによって、ブルース・リーのありえない足の動きを再現した作品。
技術賞 - 20番 洗濯機
様々なヒット曲に併せて洗濯機の中の洗濯物が踊り出す。
努力賞 - 4番 指の気持ち
嫁ぐ日、結婚式、出産などの人生の一大イベントでの指の様子を表現。
ファンタジー賞 - 1番 川にかかる鯉のぼり
足を鯉のぼりに見立て、ポールに垂直にぶら下がることで川の上の鯉のぼりを再現。
演技賞 - 25番 いろんな台所用品
いろんなシリーズの台所用品編で初の満点を獲得。
ユーモア賞 - 15番 ピカピカの一年生
後ろ向きの少年がピカピカの一年生のテーマに併せて振り返るとピカピカになっている。
アイデア賞 - 12番 坊さんのおつとめ
幼児がお経を読みつつ木魚や鐘に変身する。
60回記念賞 - 18番 火事だー!
3人の女性がお菓子で作った家を食べて火事を表現。14点で不合格だったが、欽ちゃんの独断で60回記念賞を受賞。
- その他備考
  - 『スーパースペシャル』枠で放送された最後の回(その後第61,63,64回も『スーパースペシャル』の枠で放送されたが、いずれも枠外単独番組扱いで『スーパースペシャル』としては休止)。また後身の『THEスペシャル!』を始め、その後日本テレビで編成された単発特別番組枠『モクスペ』と『金曜スーパープライム』枠内では1回も放送されなかったため、単発特番枠で放送されたのもこの回が2024年時点で最後である。
  - 放送直前の『TVおじゃマンボウ』では、第60回記念特集が放送された。欽ちゃんに第1回の秘話や一番印象に残っている作品についてコメント。なお、「第1回は紅白の裏で誰も見てないと思ったから、第1回目のときは1回で終わると思っていた」そうである。欽ちゃんが歴代作品No.1に選んだのは第6回15番・優勝『アジのひらき』。その理由として「小さな子供が簡単に主役になれる番組なんてなかなかない。赤ちゃんから100歳の人までみんなが出られる番組なんだ、いい番組始まったなーって思いましたよ」と回想している。
  - 欽ちゃんファミリーから風見しんごが初挑戦。
  - 『進ぬ!電波少年』からチューヤン&ロシナンテが出場、第5回4番「初日の出」の鳩以来18年ぶりに動物が出場した。このトーク中、審査員の松岡修造が全ての作品に2点を入れていたことが発覚。
  - この回から第64回まで、最終組がタレントチームになる。